# Eurytium abbreviata
Eurytium abbreviata är en kräftdjursart. Eurytium abbreviata ingår i släktet Eurytium och familjen Panopeidae. Inga underarter finns listade i Catalogue of Life.